# دنیا مال من است
دنیا مال من است (به انگلیسی: The World Is Mine) آهنگی از دی‌جی فرانسوی، داوید گتا همراه با صدای JD Davis است. این آهنگ به عنوان سومین تک‌آهنگ از دومین آلبوم استودیویی گتا، Guetta Blaster در ۲۲ نوامبر ۲۰۰۴ میلادی منتشر شد. تراک حاوی نمونه‌ای از آهنگ Someone Somewhere in Summertime می‌باشد. سه سال بعد، در سال ۲۰۰۷ میلادی این آهنگ در ایالات متحده به دنبال آهنگ (Love Don't Let Me Go (Walking Away و همراه با آلبوم Guetta Blaster به عنوان تک‌آهنگ منتشر شد. "دنیا مال من است" اولین تک‌آهنگ شماره یک گتا در چارت ماه ژوئن سال ۲۰۰۷ میلادی در Hot Dance Airplay بود. همچنین اولین و تنها تک‌آهنگ از آلبوم Guetta Blaster بود که در بریتانیا انتشار یافت.